# Paul Colline
Paul Colline est un chansonnier, acteur, dramaturge, scénariste, et réalisateur français, né le 22 septembre 1895 à Paris 6e et mort le 8 novembre 1991 à Paris 8e.

## Biographie

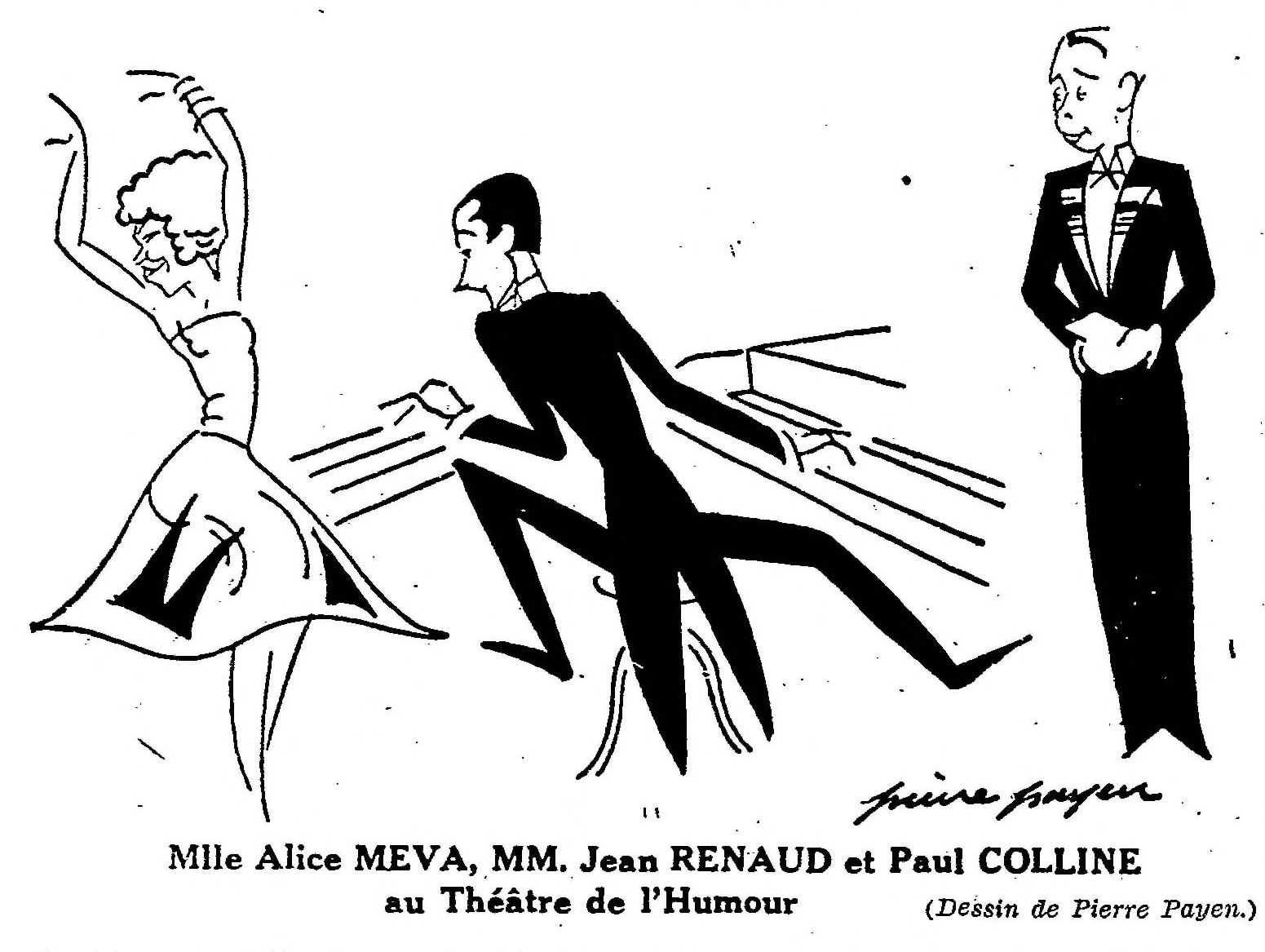
Alice Méva, Jean Renaud et Paul Colline au théâtre de l'Humour

### Jeunesse et études
De son vrai nom Paul Louis Élisé Duard, il naît le 22 septembre 1895 14, rue de Condé (Paris 6e). Son père Émile Duard (1862-1941), est comédien et directeur des études classiques à l'Odéon, sa mère, Émilienne Dux (1874-1950), sociétaire de la Comédie-Française.
Il a pour demi-frère le comédien Pierre Dux.
Il participe à la Première Guerre mondiale au cours de laquelle il est fait prisonnier et obtient la Croix de guerre 1914-1918.

### Carrière
Paul Colline fait ses débuts sur scène en écrivant et en interprétant de nombreux sketches dans différents studios comme ceux de la Paramount à Joinville.
En 1920, il rencontre le chansonnier René Dorin avec lequel il se lie d'amitié. Tous deux se mettent à écrire des sketches, ainsi que les paroles de la revue XYZ (On s'en fout, 1934).
Il crée également le personnage d'Adémaï, exclusivement interprété l'acteur français Noël-Noël et qui donnera lieu à plusieurs films à partir des années 1930, ainsi qu'à des livres pour enfants.

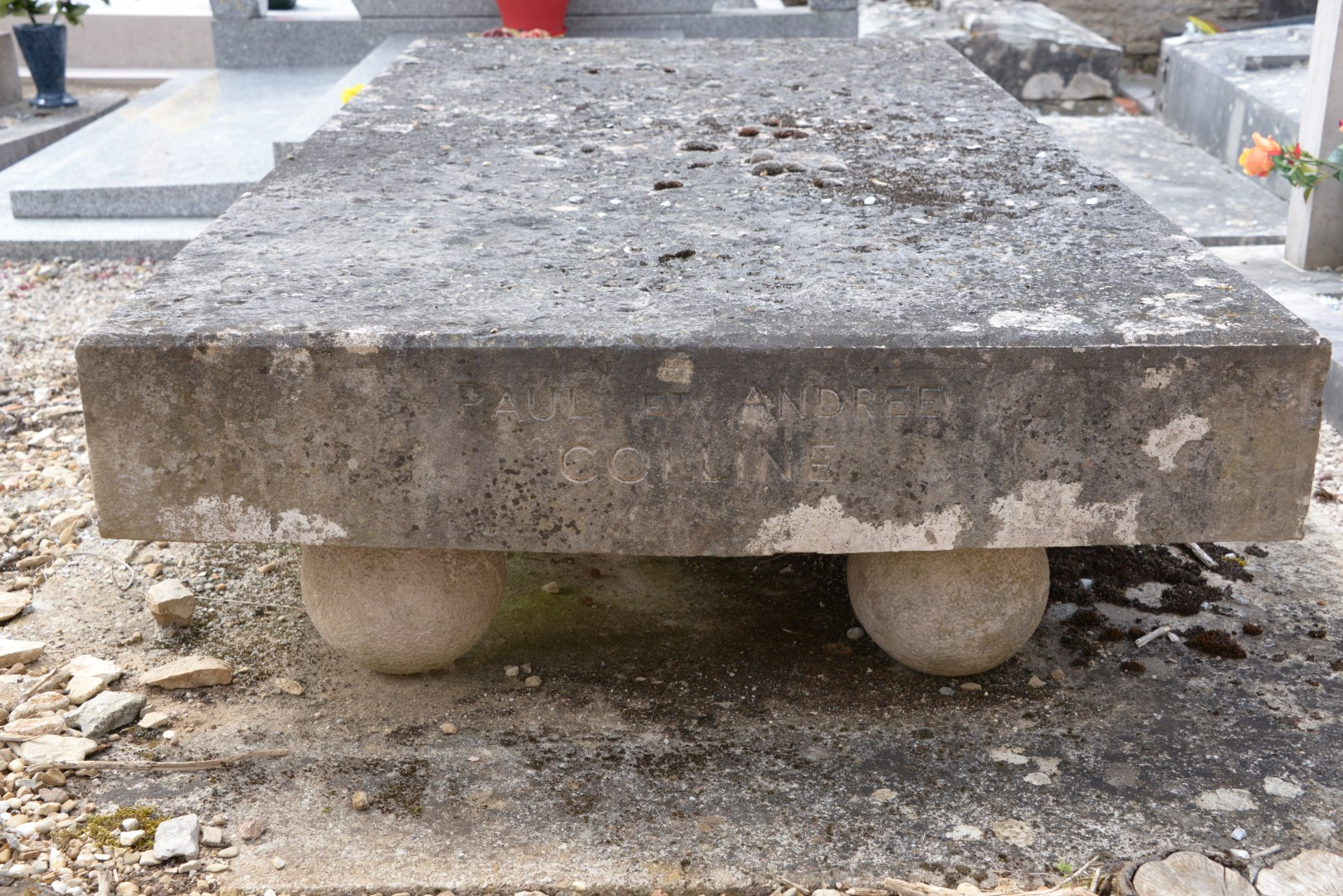
Tombe de Paul et Andrée Colline à Arcenant (Côte d'Or).

Il meurt le 8 novembre 1991 à Paris 8e et est inhumé à Arcenant (Côte d'Or).

### Vie privée
Paul Colline épouse Lucie Antonie Andrée Raymond (1898-1994), sans profession, le 23 septembre 1919 à la mairie du 1er arrondissement. Leur union durera plus de 70 ans.

## Théâtre

### Acteur
- 1922 : Aux Ânes, citoyens !, revue de Rip, théâtre des Deux Ânes
- 1928 : Volpone d'après Ben Jonson, adaptation Jules Romains et Stefan Zweig, mise en scène Charles Dullin, théâtre de l'Atelier : le chef des sbires
- 1930 : Musse ou l'École de l'hypocrisie de Jules Romains, mise en scène Charles Dullin, théâtre de l'Atelier : Lepape
- 1931 : Bien  joué, revue de René Dorin, théâtre de l'Humour[6].
- 1932 : Édition spéciale de Louis Weitzenkorn, adaptation Henry Torrès, théâtre des Ambassadeurs : Jerry
- 1933 : Cette nuit-là… de Lajos Zilahy, adaptation Denys Amiel, mise en scène Lucien Rozenberg, théâtre de la Madeleine : le portier
- 1947 : Couleurs du temps de Paul Colline et Jean Rieux, mise en scène Jacques-Henri Duval, théâtre des Bouffes-Parisiens
- 1959 : Le Crapaud-buffle d'Armand Gatti, mise en scène Jean Vilar, Théâtre national populaire, théâtre Récamier : Mullifoy
- 1960 : Un garçon d'honneur d'Antoine Blondin et Paul Guimard d'après Oscar Wilde, mise en scène Claude Barma, théâtre Marigny : Mgr Richard Osborne
- 1971 : On ne sait jamais d'André Roussin, mise en scène de l'auteur, théâtre de la Michodière

### Auteur
- 1924 : L'Oiseau vert, revue de Paul Colline et René Ferréol, musique Tremolo, théâtre des Deux Ânes
- 1924 : Hé ris haut !, revue de Paul Colline et Georges Merry, théâtre des Deux Ânes
- 1926 : No, No, Nanette, opérette d'Otto Harbach et Frank Mandel, musique Vincent Youmans, adaptation française de Roger Ferréol, Robert de Simone, Paul Colline et Georges Merry, théâtre Mogador
- 1926  : Heureux tous les deux, revue
- 1928 : En pleine jeunesse, revue, musique de Paul Maye, Concert Mayol
- 1929 : Chargeons !, revue de Paul Colline, au théâtre de la Caricature[7].
- 1930 : Avenue 1930, revue de Paul Colline, théâtre de l'Avenue
- 1930 : L'Enfant de l'Humour, revue de Paul Colline, théâtre de l'Humour[8],[9].
- 1931 : Tout tourne revue, théâtre de l'Humour
- 1932 : On stocke !, revue, théâtre de l'Humour
- 1933 : Quand c'est aux autos de passer, revue, musique de Paul Maye, Alhambra

## Filmographie

### Cinéma

#### Acteur
- 1931 : La Brigade du bruit de Louis Mercanton
- 1931 : La Disparue, court métrage de Louis Mercanton
- 1932 : Les Trois Mousquetaires d'Henri Diamant-Berger : Planchet
- 1933 : On demande un employé, court métrage de Pierre-Jean Ducis
- 1933 : Deux Picon-grenadine, court métrage de Pierre-Jean Ducis
- 1933 : Fantômas Hôtel, court métrage de Jean de Marguenat
- 1933 : Chansonniers de Montmartre, court métrage
- 1934 : Les Géants de la route, court métrage de Pierre-Jean Ducis : Dupont
- 1934 : Quatre à Troyes, court métrage de Pierre-Jean Ducis
- 1934 : Voilà Montmartre de Roger Capellani
- 1935 : Tête de turc, court métrage de Jacques Becker
- 1948 : Le Socle, court métrage de Paul Colline et Alain Pol
- 1950 : Adémaï au poteau-frontière de Paul Colline : Adémaï
- 1950 : Jeannot l'intrépide, film d'animation de Jean Image (voix)
- 1954 : Si Versailles m'était conté… de Sacha Guitry : un visiteur de Versailles
- 1955 : Si Paris nous était conté de Sacha Guitry : Charles VII

#### Scénariste
- 1931 : La Brigade du bruit de Louis Mercanton (scénario)
- 1932 : Adémaï et la Nation armée, court métrage de Jean de Marguenat (scénario)
- 1932 : Sens interdit, court métrage  de Jean de Marguenat (scénario)
- 1933 : Adémaï Joseph à l'ONM, court métrage de Jean de Marguenat (scénario)
- 1933 : Fantômas Hôtel, court métrage de Jean de Marguenat (scénario)
- 1933 : Rivaux de la piste de Serge de Poligny (adaptation et dialogues)
- 1934 : Adémaï aviateur de Jean Tarride (scénario)
- 1934 : Les Géants de la route, court métrage de Pierre-Jean Ducis (scénario et dialogues)
- 1934 : Quatre à Troyes, court métrage de Pierre-Jean Ducis (scénario)
- 1935 : Sesenta horas en el cielo de Raymond Chevalier (scénario)
- 1935  : Ademaï au Moyen Âge de Jean de Marguenat (scénario et dialogues)
- 1943 : Adémaï bandit d'honneur de Gilles Grangier (scénario et dialogues)
- 1948 : Le Socle, court métrage de Paul Colline et Alain Pol (scénario)
- 1950 : Adémaï au poteau-frontière de Paul Colline (scénario)
- 1950 : Jeannot l'intrépide, film d'animation de Jean Image (dialogues)
- 1950 : L'Atomique Monsieur Placido de Robert Hennion
- 1952 : Allez, roulez!, court métrage de Paul Colline (scénario)
- 1959 : Le Bonheur des autres, court métrage de Louis Grospierre (dialogues)

#### Parolier
- 1931 : Les Amours de minuit d'Augusto Genina et Marc Allégret (chanson Les Amours de minuit)
- 1933 : Rivaux de la piste de Serge de Poligny (chansons en collaboration avec Marc-Hély)
- 1963 : Muriel ou le Temps d'un retour d'Alain Resnais (chanson Déjà)

### Télévision
- 1952 : La Grâce, téléfilm de Jacques-Gérard Cornu d'après Marcel Aymé
- 1957 : C'était un gentleman, téléfilm de François Gir : Tartington
- 1959 : La Clé des champs, épisode Comment réussir dans la vie ? de François Chatel : un client
- 1960 : La Coupe enchantée, téléfilm de François Gir : Anselme

## Publications
- Sketches, Maréchal Éditeur, 1945. in-8o, broché, 220 pages.
- Ademaï Aviateur, illustrations de Moallic et Aragon, Les Grandes Éditions françaises, Paris, 1946 (in-4°)
- Ademaï au Moyen Âge, illustrations de Moallic, Les Grandes Éditions françaises, Paris, 1947 (in-4°)